# 루이스 아드빈쿨라
루이스 한 피에르스 아드빈쿨라 카스트리욘(스페인어: Luis Jan Piers Advíncula Castrillón, 1990년 3월 2일 ~ )는 페루의 축구 선수로 현재 아르헨티나 프리메라 디비시온의 CA 보카 주니어스에서 라이트 백으로 뛰고 있다.

## 같이 보기
- A매치 100경기 이상 출전한 축구 선수 명단